# Giancarlo Merzario
Giancarlo Merzario (Soresina, 26 giugno 1969) è un allenatore di hockey su ghiaccio ed ex hockeista su ghiaccio italiano.

## Carriera

### Giocatore
Ha legato il suo nome soprattutto a quello dei Mastini Varese, con cui ha giocato a più riprese: tra il 1991 ed il 1996, nella stagione 1997-1998 e tra il 2003 ed il 2005, anno in cui la squadra fallì. Coi varesini si aggiudicò la Federation Cup 1995-1996.
Successivamente ha giocato sia con la squadra che nacque dalle ceneri dei Mastini, l'HC Varese (in seconda serie), che con l'altra squadra di Varese, i Varese Killer Bees che disputano il campionato svizzero.
In Italia ha vestito anche le maglie di HC Como (per una stagione in serie A2, e per una in massima serie) e Real Torino HC (una stagione in seconda serie).
Per una stagione ha giocato anche nel campionato spagnolo: nel 1996 i Mastini Varese avevano sospeso le attività, e Merzario seguì Luciano Basile, già allenatore in seconda dei Mastini, al Majadahonda HC.

### Allenatore
Ha allenato la formazione under-19 dell'HC Varese nel 2007-2008.
Nel 2015 è stato nominato head coach della prima squadra del Varese, militante in serie A2. Prese il posto di Nenad Ilic.